# Арецкий, Борис Соломонович
Бори́с Соломо́нович Аре́цкий (7 апреля 1907 — 29 июля 1978, Москва) — советский кинооператор комбинированных съёмок, заслуженный работник культуры РСФСР (1974), лауреат Сталинской премии первой степени (1950).

## Биография
Родился 25 марта (7 апреля) 1907 года. Будучи учащимся бывшей Медведниковской гимназии увлёкся кинематографом, его самыми яркими юношескими впечатлениями были «Броненосец «Потёмкин» и «Багдадский вор». По окончании школы поступал в медицинский институт, но завалил математику, хотя и знал её отлично. Тогда поступил в Государственный техникум кинематографии на операторский факультет, называвшийся тогда техническим отделением.

Проучился я один год и ушёл. Было ужасно неинтересно. Преподавали нам как ремонтировать фотокамеры и что-то вроде этого. Композицией не занимались. Было какое-то ремесленное отношение.
— из курсовой работы В. Васильева, стр. 13, ВГИК, 1977
В 1930 году, когда ГТК реорганизовали в Государственный институт кинематографии (ГИК) и туда стали приглашать больших мастеров, Б. Арецкий восстановился. Студенты сбегались послушать Эйзенштейна и Пудовкина. Среди прочих, операторское мастерство и комбинированные съёмки преподавал Нильсен, киноаппаратуру вёл Шеленков, операторское искусство — Головня.
 В 1933 году Арецкий практикантом попал на съёмки картины «Весёлые ребята».

В «Весёлых ребятах» много комбинированных съёмок, выполненных транспарантным методом. Осуществлял все комбинированные работы сам Нильсен. Александров и он снимали так называемым «американским светом». Мы все мечтали о ракурсах и рембрандтовском свете, а Нильсен не увлёк работой со светом, а увлёк именно комбинированными съёмками, сумел зародить в нас любовь к этой профессии. Именно с 1933 года с «Весёлыми ребятами» я связываю свой приход на «Мосфильм». С нашего курса Шимкович, Штырцкобер, Маланичев остались верны выбранной профессии оператора комбинированных съёмок. Тогда нам казалось, что мы произведём революцию в этой области.
— из курсовой работы В. Васильева, стр. 14, ВГИК, 1977.
 По окончании Высшего государственного института кинематографии в 1935 году, защитив диплом по методу транспарантной киносъёмки, Арецкий приступил к работе на «Мосфильме». В первые годы много занимался техническими вопросами совершенствования рирпроекции, вылившиеся в написание статьи для мосфильмовского сборника 1941 года.
В годы войны работал в составе ЦОКС, где под руководством А. Л. Птушко каждодневно приходилось снимать макетные взрывы мостов, нефтяных баков и т. п. в специально приспособленном для этого цирке «Шапито».
Зрительский успех второй редакции фильма «Адмирал Нахимов» (1946) во многом заслуга Арецкого — многие отметили виртуозный пудовкинский монтаж батальных морских сцен, где врезанные в кадры горящих кораблей крупные планы матросов нагнетали напряжение:
С точки зрения операторского мастерства, оптического рисунка и светового решения снимаемых сцен Б. Арецкий показал себя в этой работе не только оператором трюка, но и художником большого вкуса, умеющим передать «настроение» задуманной режиссёром сцены.Борис Горбачёв, Игорь Фелицын «Комбинированные киносъёмки» 1950
В фильме «Падение Берлина» (1949) Арецким также была проделана огромная по сложности работа. Среди большого количества кадров с макетами и пиротехническими эффектами есть и снятый с панорамой вокруг передней узловой точки объектива — от бомбёжки моста с частотой 90 кадр/c к актёрской сцене c нормальной частотой (24 кадр/с). Переход от ускоренной съёмки к нормальной делался при панорамировании реостатом мотора с одновременной компенсацией экспозиции щелью обтюратора.
Одним из первых советских кинооператоров освоил комбинированные съёмки в широкоформатных и широкоэкранных фильмах.
 Коллеги подмечали режиссёрскую жилку Б. Арецкого, много и активно участвовавшего в предварительной разработке сценария. Режиссёры всегда прислушивались к его мнению и часто следовали его советам.
Мне посчастливилось быть свидетельницей и участницей того, когда целые эпизоды, разработанные непосредственно Борисом Соломоновичем и подтверждённые моими эскизными решениями, принимались и одобрялись режиссёром. Так была интересно задумана и осуществлена сцена поисков Рощиным Кати в трилогии «Хождение по мукам», или решён кадр с ледоходом по «Хмурому утру». Очень часто из задуманного одного кадра складывались целые эпизоды.Людмила Александровская, художник, из курсовой работы В. Васильева, стр. 31, ВГИК, 1977
Одна из особенностей черт его характера состояла в том, что в своей деятельности он всегда опирался на последние достижения и открытия в области комбинированных съёмок и хотя сам внёс целый ряд технических новинок, всё же оставался больше художником, нежели конструктором. Сам он говорил об этом так: «Горбачёв изобрёл инфрамаску и посвятил всю свою жизнь борьбе с недостатками плёнки. Болтянский ушёл в НИКФИ после войны. Я же стал заниматься комбинированными съёмками. Мне лично нравится и кажется эта работа намного интереснее всех остальных. По-моему, если где и остались романтики в кинематографе, так это в области комбинированных съёмок».
Член Союза кинематографистов СССР (Москва), на протяжении многих лет был бессменым председателем Творческого Бюро цеха комбинированных съёмок «Мосфильма».
Скончался 29 июля 1978 года. Похоронен в Москве на Головинском кладбище рядом с родителями (участок № 9).

## Семья
- жена — Варвара Васильевна (в девичестве Никольская), театровед

- дочь — Марина Борисовна (род. 1945), филолог, переводчик

## Фильмография
- 1934 — Весёлые ребята
- 1936 — Цирк
- 1939 — В поисках радости
- 1939 — Девушка с характером
- 1939 — Трактористы
- 1940 — Будни
- 1940 — Небеса
- 1941 — Сердца четырёх
- 1942 — Песнь о великане
- 1942 — Котовский
- 1942 — Машенька
- 1942 — Секретарь райкома
- 1943 — Во имя Родины
- 1943 — Кутузов
- 1944 — В 6 часов вечера после войны (совместно с Д. Суворовым)
- 1944 — Небо Москвы
- 1946 — Адмирал Нахимов
- 1947 — Сказание о земле Сибирской
- 1948 — Три встречи
- 1949 — Падение Берлина
- 1951 — Большой концерт
- 1951 — Незабываемый 1919 год
- 1953 — Адмирал Ушаков (совместно с Б. Горбачёвым)
- 1953 — Корабли штурмуют бастионы
- 1954 — Ромео и Джульетта
- 1955 — Вольница
- 1955 — Отелло
- 1956 — Полюшко-поле
- 1957 — Хождение по мукам. Фильм 1. Сёстры
- 1958 — Хождение по мукам. Фильм 2. Восемнадцатый год
- 1958 — Идиот (Настасья Филипповна)
- 1959 — Песня о Кольцове
- 1959 — Хождение по мукам. Фильм 3. Хмурое утро
- 1961 — Суд сумасшедших
- 1962 — Баня
- 1963—1964 — Русский лес
- 1965 — Год как жизнь
- 1966 — Человек без паспорта
- 1967 — Места тут тихие
- 1967 — Они живут рядом
- 1969 — Последняя реликвия
- 1970 — Морской характер
- 1970—1971 — Тени исчезают в полдень
- 1971 — Интернационал (документальный)
- 1971 — Нам некогда ждать
- 1974 — Анна Каренина
- 1974 — Романс о влюблённых
- 1974 — Самый жаркий месяц
- 1976 — Мама
- 1978 — Пока безумствует мечта
- 1978 — Алые паруса, экспериментальный

## Награды и премии
- орден «Знак Почёта» (14 апреля 1944) — за комбинированные съёмки в кинокартине «Кутузов» (1943)[7];
- Сталинская премия первой степени (1950) — за фильм «Падение Берлина» (1949);
- заслуженный работник культуры РСФСР (28 марта 1974)[8].